# Paraumbita
La paraumbita és un mineral de la classe dels silicats. El seu nom fa referència a la seva similitud estructural amb la umbita.

## Característiques
La paraumbita és un inosilicat de fórmula química K₃Zr₂H(Si₃O9)₂·3H₂O. Cristal·litza en el sistema ortoròmbic. La seva duresa a l'escala de Mohs és 4,5.
Segons la classificació de Nickel-Strunz, la paraumbita pertany a «09.DG - Inosilicats amb 3 cadenes senzilles i múltiples periòdiques» juntament amb els següents minerals: bustamita, ferrobustamita, pectolita, serandita, wol·lastonita, wol·lastonita-1A, cascandita, plombierita, clinotobermorita, riversideïta, tobermorita, foshagita, jennita, umbita, sørensenita, xonotlita, hil·lebrandita, zorita, chivruaïta, haineaultita, epididimita, eudidimita, elpidita, fenaksita, litidionita, manaksita, tinaksita, tokkoïta, senkevichita, canasita, fluorcanasita, miserita, frankamenita, charoïta, yuksporita i eveslogita.

## Formació i jaciments
La paraumbita va ser descoberta al mont Eveslogtxorr, al massís de Khibini (óblast de Múrmansk, Rússia) reemplaçant wadeïta en una pegmatita. També ha estat descrita en altres indrets del massís de Khibini; a Montérégie, al Canadà en pagmatites alterades i xenolits de sodalita; i als Estats Units.